# Estádio Lomanto Júnior
Estádio Municipal Lomanto Júnior, mais conhecido como Lomantão, é um estádio de futebol localizado no Bairro Candeias, Zona Leste da cidade de Vitória da Conquista, estado da Bahia. Sua capacidade atual é de 11.538 espectadores, e tem como principal mandante o ECPP Vitória da Conquista.
O estádio é considerado um dos mais bonitos e arborizados da Bahia, pois é localizado em meio a um bosque, e é também utilizado para o desempenho de diversas atividades físicas, como corrida e atletismo.
Além disso, é o 6º maior estádio do estado da Bahia em capacidade, atrás apenas da Arena Fonte Nova, Barradão, Pituaçu, Jóia da Princesa e Carneirão, sendo os dois últimos localizados em Feira de Santana e Alagoinhas respectivamente, o que torna o Lomantão o 3º maior do interior do estado.

## Eventos esportivos
Em 1966 recebeu o terceiro jogo entre Flamengo e Vasco da Gama realizado fora do Rio de Janeiro, e o time rubro-negro venceu por 2x1 com gols de Silva e Juarez.
O Serrano, clube fundado em Vitória da Conquista, e antigo mandante do estádio, mas que se mudou para Porto Seguro em 2015, já enfrentou diversos times no estádio, como Flamengo, Bahia, Vitória de Setúbal, Botafogo, Fluminense, Santa Cruz, Ponte Preta, Náutico e Vasco da Gama, este último mais recentemente, em 2006 
Em 2015, o Conquista recebeu o Palmeiras pela Copa do Brasil e perdeu por 4x1, mas foi o time de Poções que primeiro disputou uma partida da Copa no estádio, realizada no ano de 2000, e perdeu para o Coritiba por 5x1.

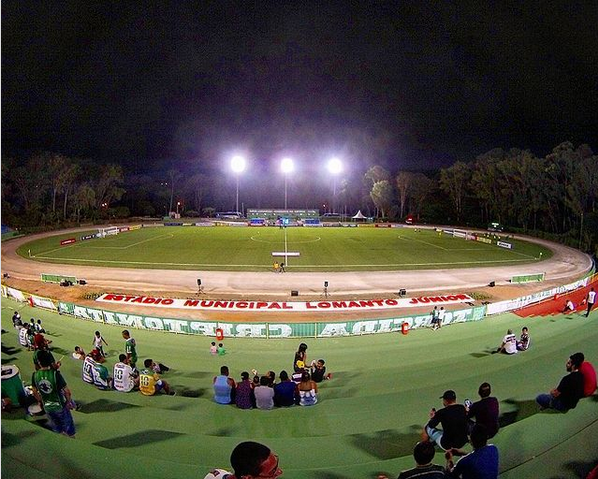
Lomantão durante partida da Copa do Nordeste.

Sediou o jogo de ida da final do Campeonato Baiano de Futebol de 2015, no qual o time mandante, Vitória da Conquista, venceu o Bahia por 3x0, apesar de não ter conseguido conquistar o título, pois no jogo da volta perdeu por 6x0 na Arena Fonte Nova, em Salvador.
Além disso, o estádio já teve o Barcelona Futebol Clube e Itabuna Esporte Clube como mandantes em jogos eventuais pelo Campeonato Baiano de Futebol.

## Eventos musicais
O estádio já recebeu três shows de Roberto Carlos, sendo o primeiro em 31 de agosto de 1973, o segundo em 27 de maio de 2017, e o terceiro em 18 de julho de 2024.